# Mecodema chaiup
Mecodema chaiup es una especie de escarabajo del género Mecodema, familia Carabidae. Fue descrita científicamente por Seldon en 2015.
Esta especie se encuentra en Nueva Zelanda.